# Podlàquia
|  | Per a altres significats, vegeu «Voivodat de Podlàquia». |

La Podlàquia o Podlàsia (polonès Podlasie belarús Падляшша) és una regió històrica a la part oriental de Polònia i Belarús occidental. Està situada entre el riu Biebrza, al nord, i el seu perllongament natural vers el sud, la regió de la Polèsia.
El terme Podlàquia és utilitzat, tanmateix, per fer referència a la part polonesa de la regió. La part nord de Podlàquia està inclosa en el modern voivodat de Podlàquia